# نیروگاه هسته‌ای الماراز
نیروگاه هسته‌ای الماراز (به اسپانیایی: Central nuclear de Almaraz) یک نیروگاه هسته‌ای در اسپانیا است که در المراز واقع شده‌است.